# Zbigniew Ludwik Ernst
Zbigniew Ludwik Ernst (ur. 25 sierpnia 1908 w Poznaniu, zm. 1975 w Guildford, Surrey, Wielka Brytania) – polski chemik, wykładowca na University od Surrey.

## Życiorys
Studiował na Wydziale Chemicznym Uniwersytetu Poznańskiego, w 1935 uzyskał tytuł magistra filozofii w zakresie chemii. Równocześnie od 1934 prowadził wykłady, w 1938 przedstawił pracę doktorską. Podczas II wojny światowej został aresztowany i uwięziony w Oflagu VII A Murnau. Po zakończeniu działań wojennych podjął decyzję o emigracji do Wielkiej Brytanii. Od 1948 był asystentem profesora i kierownikiem Departamentu Inżynierii Chemicznej w Polish University College, od 1953 był wykładowcą, a od 1958 starszym wykładowcą chemii fizycznej w Battersea College of Technology. W 1964 został wykładowcą chemii fizycznej na Wydziale Chemii University of Surrey.
Pozostawił dorobek w postaci dwunastu prac naukowych z dziedziny chemii, które podpisał wspólnie ze współpracownikami na łamach Biuletynu Towarzystwa Przyjaciół Nauki w Poznaniu. Publikował również w "Transactions of Faraday Society" i w czasopismach niemieckich.